# Académie nationale d'ingénierie des États-Unis
L'Académie nationale d'ingénierie des États-Unis (en anglais United States National Academy of Engineering ou NAE) est une organisation privée à but non lucratif créée en 1964 sur l’initiative du secrétaire général adjoint au Commerce, John Herbert Hollomon. Elle fait partie de l'Académie nationale des sciences des États-Unis.